# کاظم معصومی
کاظم معصومی (متولد ۱۳۴۰ در تهران) کارگردان و فیلمنامه‌نویس ایرانی است. او فارغ‌التحصیل دانشسرای هنر است و فعالیت هنری خود را با نمایش نظاره بر شب در سال ۱۳۶۱ شروع و در کنار تئاتر فعالیت‌هایی هم در سینمای ۸ میلیمتری و فیلمنامه‌نویسی داشت. او فعالیت در سینمای حرفه‌ای را از سال ۱۳۶۴ با فیلم «دزد و نویسنده» به عنوان نویسنده و کارگردان آغاز کرد. فیلم طبل بزرگ زیر پای چپ او یکی از متفاوت‌ترین فیلم‌های ژانر جنگ در ایران بود.

## فیلم‌شناسی

### کارگردان
- روزهای بی‌قراری ۲ (مجموعه تلویزیونی، ۱۳۹۷)
- روزهای بی‌قراری (مجموعه تلویزیونی، ۱۳۹۵)
- کبریت سوخته (۱۳۹۱)
- مرد نقره ای (مجموعه تلویزیونی، ۱۳۹۱)[۱]
- خانه بی پرنده (مجموعه تلویزیونی، ۱۳۸۸)[۲][۳]
- طبل بزرگ زیر پای چپ (۱۳۸۳)
- آوازخوان (۱۳۷۹)
- ازدواج غیابی (۱۳۷۹)
- دبستان شوک (۱۳۷۹)
- بادام‌های تلخ (۱۳۷۸)
- سوء ظن (۱۳۷۱)
- راز کوکب (۱۳۶۸)
- دزد و نویسنده (۱۳۶۵)
- بازی شبانه (۱۳۸۷)

### نویسنده
- طبل بزرگ زیر پای چپ (۱۳۸۳)
- دزد و نویسنده (۱۳۶۵)

### تهیه‌کننده
- طبل بزرگ زیر پای چپ (۱۳۸۳)

### بازیگر
- گل‌های داوودی (۱۳۶۳)